# کارلوو
کارلوو (به لهستانی:  Karlewo) یک روستا در لهستان است که در گمینا شچوتووو واقع شده‌است.